# Historia del uniforme del Manchester City Football Club
Los colores del Manchester City para sus partidos disputados como local son el azul cielo y el blanco. Por otra parte, los colores tradicionales para sus partidos como visitante han sido de color vinotinto o de color rojo y negro. Sin embargo, en los últimos años se han utilizado diversos uniformes con gran variedad de colores. Los orígenes de los colores del uniforme para los partidos de local no están claros, pero hay evidencias de que el City ha jugado de azul desde 1892 o antes. Un informe titulado Famous Football Clubs – Manchester City publicado en los años 1940 indica que West Gordon ha disputado sus primeros partidos con los colores escarlata y negro, mientras que otros informes que datan de 1884 describen el equipo utilizando una indumentaria consistente en camisetas negras que llevan una cruz blanca, que muestra los orígenes del club relacionados con la iglesia de Mánchester. Los colores para los partidos de visitante tradicionalmente desde 1960 han sido el rojo y el negro, sin embargo en los últimos años han sufrido varias modificaciones. Provienen del asistente Malcolm Allison quien creía que la adopción de los colores del AC Milan inspiraría al City a la gloria. Esta teoría de Allison resultó ser correcta, ya que el club consiguió ganar la FA Cup en 1969 y un doblete en la temporada 1969-1970, coronando la Copa de la Liga y la Recopa de Europa.

## Historia
Si bien el Manchester City se ha convertido prácticamente en sinónimo del color celeste en el fútbol inglés, el club ha esperado casi dos décadas antes de usar ese color de manera constante. De hecho, en los primeros partidos del equipo, el club jugaba con un traje blanco y negro con una cruz patada como símbolo en el lado izquierdo del pecho. El primer uso del azul se produjo en 1887 con una camiseta blanca con rayas de un azul oscuro, y el azul claro hizo su primera aparición en 1890 en una camiseta mitad blanca y mitad azul claro. Luego, el club usaba entonces una camiseta blanca con calcetines azules oscuros que se seguiría usando hasta los años 50.
En 1894 el club quebró y fue rebautizado como Manchester City Football Club, y con él llegó la primera camiseta celeste y el regreso de los pantalones cortos blancos. Aunque el club jugó en 1895 con pantalones cortos y calcetines negros, los pantalones blancos combinados con una camiseta celeste se convirtieron en la marca del club, y no fue hasta 65 años después que el club usaría otro color.

### Camisetas de local
Desde que el club adoptó la camiseta azul y los pantalones cortos blancos, sus camisetas han permanecido en un diseño bastante uniforme, manteniendo las camisetas con adornos sutiles y sin rayas brillantes. El City ha mantenido la combinación de camiseta celeste, pantalones cortos blancos y calcetines azul oscuro durante unos 75 años de su historia, y este conjunto diferencia al Manchester City de otros clubes que visten de celeste, ya que ningún otro club inglés utiliza esta combinación. Como la mayoría de los clubes, en los años 90 los fabricantes trataron de innovar grabando patrones en la camiseta o reinventando completamente su diseño para romper la monotonía de los colores utilizados. Un adorno de color bordó apareció en los calcetines durante la década de 1960, y desde mediados de la década de 1970 hasta mediados de la década de 1980 el club vistió una camiseta totalmente celeste, una combinación que luego se reutilizó para las temporadas 2006-2007 y 2011-2012, aunque los aficionados lo vieron principalmente como los colores de Coventry City. La firma de la asociación con Nike dio lugar a camisetas que combinen varios tonos de azul según las plantillas habituales de la marca, antes de 2019 cuando Puma se convirtiera en el nuevo y actual proveedor para añadir ribetes púrpuras en el traje y luego motivos arquitectónicos inspirados en Manchester.

### Camisetas de visitante
Los colores tradicionales de las camisetas de visitante del Manchester City son el bordó o, desde los años 60, el rojo y el negro. Sin embargo, en los últimos años se han utilizado varios colores diferentes. Uno de los más famosos es el negro con rayas rojas de los años 60, basado en los colores del AC Milan. La idea de usar estos colores vino del asistente del entrenador de la época, Malcolm Allison, quien pensó que adoptar los colores del AC Milan podría llevar al club a la gloria. Otra camiseta famosa es la que se usó en los play-offs de segunda división de 1998, que era azul oscuro y amarillo fluorescente. Se considera un amuleto de buena suerte, ya que el club logró recuperar una ventaja de dos goles en el tiempo de descuento antes de vencer al Gillingham Football Club en los penales para asegurar la promoción a la Premier League mientras llevaba esta camiseta. El fabricante de equipamiento Nike se inspiró en este icónico conjunto para la camiseta 2018-2019, 20 años después, con finas rayas azules y verdes, después de reintroducir una túnica fucsia que recuerda a las que se usaron en los años 50 la temporada anterior.

### Tercera equipación
La creciente importancia del marketing en la vida del club ha llevado a sus fabricantes de equipos a lanzar una tercera camiseta cada temporada, ya sea en contraste con las otras túnicas que se usan, o como un tributo a la historia del club. Este traje es a menudo naranja, o es principalmente negro con el borde azul claro.

## Local
| 1884 | 1887 | 1890-91 | 1892-94 | 1894-95 | 1895-96 | 1896-00 | 1900-21 | 1921-33 |

| 1933-37 | 1937-46 | 1946-51 | 1951-55 | 1955-58 | 1958-59 | 1959-60 | 1960-61 | 1961-62 |

| 1962-63 | 1963-66 | 1967-68 | 1968-69 | 1969-72 | 1972-74 | 1974-75 | 1975-76 | 1976-81 |

| 1981-83 | 1983-85 | 1985-87 | 1987-89 | 1989-91 | 1991-93 | 1993-95 | 1995-97 | 1997-99 |

| 1999-01 | 2001-03 | 2003-04 | 2004-06 | 2006-07 | 2007-08 | 2008-09 | 2009-10 | 2010-11 |

| 2011-12 | 2012-13 | 2013-14 | 2014-15 | 2015-16 | 2016-17 | 2017-18 | 2018-19 | 2019-20 |

| 2020-21 | 2021-22 | 2022-23 | 2023-24 | 2024-25 | 2025-26 |

## Visita
| 1955-56 | 1968-74 | 1975-79 | 1979-82 | 1982-84 | 1984-86 | 1986-88 | 1988-90 | 1990-92 |

| 1992-94 | 1994-96 | 1996-97 | 1997-98 | 1998-99 | 1999-00 | 2000-02 | 2002-03 | 2003-04 |

| 2004-05 | 2005-06 | 2006-07 | 2007-08 | 2008-09 | 2009-10 | 2010-11 | 2011-12 | 2012-13 |

| 2013-14 | 2014-15 | 2015-16 | 2016-17 | 2017-18 | 2018-19 | 2019-20 | 2020-21 | 2021-22 |

| 2022-23 | 2023-24 | 2024-25 | 2025-26 |

## Alternativa
| 1988-89 | 1989-90 | 1990-91 | 1991-93 | 1993-95 | 1997-98 | 1999-02 | 2002-03 | 2004-05 |

| 2005-07 | 2007-08 | 2008-09 | 2009-10 | 2010-11 | 2011-12 | 2012-13 | 2013-14 | 2014-15 |

| 2015-16 | 2016-17 | 2017-18 | 2018-19 | 2019-20 | 2020-21 | 2021-22 | 2022-23 |  | 2023-24 |

|  | 2024-25 |  | 2025-26 |

## Marcas y patrocinadores
| Periodo       | Proveedor      | Patrocinador   |
| ------------- | -------------- | -------------- |
| 1975-1982     | Umbro          | ninguno        |
| 1982-1984     | Umbro          | Saab           |
| 1984-1987     | Umbro          | Philips        |
| 1987-1997     | Umbro          | Brother        |
| 1997-1999     | Kappa          | Brother        |
| 1999-2002     | Le Coq Sportif | Eidos          |
| 2002-2003     | Le Coq Sportif | First Advice   |
| 2003-2004     | Reebok         | First Advice   |
| 2004-2007     | Reebok         | Thomas Cook    |
| 2007-2009     | Le Coq Sportif | Thomas Cook    |
| 2009-2013     | Umbro          | Etihad Airways |
| 2013-2019     | Nike           | Etihad Airways |
| 2019-presente | Puma           | Etihad Airways |